# Софьевка (Башмаковский район)
Софьевка — село в Башмаковском районе Пензенской области России. Входит в состав Шереметьевского сельсовета.

## География
Расположено в 10 км к северу от центра сельсовета села Шереметьево.

## Население
| 1864 | 1877 | 1897 | 1911 | 1926  | 1930  | 1959 |
| ---- | ---- | ---- | ---- | ----- | ----- | ---- |
| 601  | ↗657 | ↗748 | ↗877 | ↗1281 | ↘1280 | ↘780 |
| 1979 | 1989 | 1996 | 2002 | 2010  |       |      |
| ↘553 | ↘312 | ↘272 | ↘252 | ↘190  |       |      |

## История
Деревня Мало-Буртасской волости, после 1917 г. село Пятницкого сельсовета. До 2010 г. административный центр упразднённого Софьинского сельсовета. Центральная усадьба колхоза «Путь новой жизни».
Название села произошло от имени дочери местного барина - Софья.